# Pauline Pfeiffer
Pauline Marie Pfeiffer (n. 22 iulie 1895, Parkersburg⁠(d), Iowa, SUA – d. 21 octombrie 1951, Los Angeles, California, SUA) a fost o jurnalistă americană, care a devenit cunoscută mai ales ca a doua soție a scriitorului Ernest Hemingway. A avut, împreună cu Ernest, doi copii: Patrick⁠(d) (născut la 27 iunie 1928) și Gregory⁠(d) (născut la 12 noiembrie 1931 și cunoscut mai târziu sub numele de Gloria).

## Biografie

### Tinerețea
S-a născut la 22 iulie 1895 în orășelul Parkersburg, Iowa⁠(d) în familia lui Paul Pfeiffer (d. 1944) și a soției sale, Mary (d. 1950). Tatăl ei era un important agent imobiliar și proprietar de terenuri din Arkansas, iar cei doi unchi ai săi, de care a fost apropiată, erau fondatorii bogați ai unei companii de produse farmaceutice și cosmetice. Familia Pfeiffer s-a mutat în 1901 în orașul Saint Louis, unde Pauline a urmat cursurile școlare de la Visitation Academy of St. Louis⁠(d). Câțiva ani mai târziu, în 1913, părinții Paulinei s-au mutat în orășelul Piggott, Arkansas⁠(d), dar Pauline Pfeiffer a rămas în statul Missouri pentru a urma studii la Școala de Jurnalism⁠(d) a Universității din Missouri⁠(d), pe care le-a absolvit în 1918.
Ea a lucrat o perioadă pentru ziarele Cleveland Press⁠(d) din Cleveland și The Daily Telegraph din New York, după care a devenit jurnalistă la revistele Vanity Fair și Vogue. O călătorie în scop profesional pentru revista Vogue la Paris, care a avut loc în 1926, a făcut-o să-i cunoască pe scriitorul american Ernest Hemingway și pe prima lui soție, Hadley Richardson⁠(d), cu care a mers la sfârșitul anului 1925 într-o vacanță de schi în stațiunea Schruns (Austria).

### Căsătoria cu Hemingway

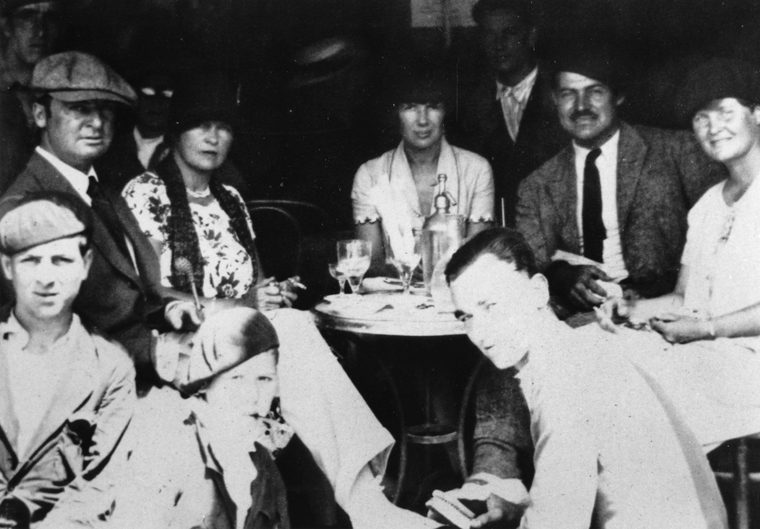
Soții Gerald și Sara Murphy, Pauline Pfeiffer, Ernest și Hadley Hemingway la Pamplona (Spania) în vara anului 1926.

În primăvara anului 1926, Hadley Richardson⁠(d), prima soție a lui Ernest Hemingway, a aflat de aventura soțului ei cu Pauline, iar în luna iulie Pauline s-a alăturat cuplului Hemingway cu prilejul călătoriei lor anuale la Pamplona. La întoarcerea lor la Paris, Hadley și Ernest au decis să se despartă, iar în noiembrie 1926 Hadley a cerut oficial divorțul. Procedura de divorț a soților Hemingway s-a încheiat în ianuarie 1927.
Organizarea unei nunți catolice în Franța nu a fost un lucru ușor. Cuplul avea programată cununia civilă dimineața la primărie și cununia religioasă după-amiaza. Familia Paulinei Pfeiffer era bogată și catolică, iar Hemingway a fost nevoit să se convertească la catolicism înainte de căsătorie, deși susținea, fără a aduce dovezi, că fusese botezat catolic și miruit în iulie 1918, atunci când se afla în convalescență într-un spital din Italia. Cu toate acestea, Hemingway a călătorit în Italia în martie 1927 pentru a-l găsi pe preotul care l-a botezat și miruit atunci când era bolnav, dar preotul nu i-a înmânat certificatul solicitat. Discuțiile cu oficialii Bisericii au fost probabil încordate. Ada Mac Leish, o prietenă a celor doi soți, hotărâse să se ocupe de organizarea unui prânz, care urma să fie servit invitaților imediat după ceremonie. Din acest motiv, Ada Mac Leish și soțul ei, Archie, nu au putut participa la slujba religioasă. Ernest Hemingway s-a căsătorit cu Pauline Pfeiffer la 10 mai 1927 în Biserica Saint-Honoré-d'Eylau din Paris, iar cei doi soți și-au petrecut luna de miere în localitatea Le Grau-du-Roi din sudul Franței. Cei doi soți au călătorit în vara anului 1927 în Spania.
Pe la sfârșitul anului, Pauline, care rămăsese însărcinată, dorea să se întoarcă în Statele Unite ale Americii. Scriitorul american John Dos Passos, unul dintre prietenii lor, le-a recomandat să se stabilească în orașul Key West din Florida, iar soții Hemingway au părăsit Parisul în martie 1928. După ce s-au stabilit în Key West, soții Hemingway au primit în mod neașteptat o vizită a părinților lui Ernest și au aflat că aceștia din urmă fuseseră împotriva ideii de căsătorie încă de la începutul relației lor, deoarece circula un zvon că aventura sentimentală a celor doi tineri începuse cu mult înainte de divorțul lui Ernest. Pauline s-a plâns de lipsa de compasiune a lui Ernest față de ea și a suferit foarte mult din cauza căldurii din Florida. În aprilie 1928, după câteva luni petrecute la Key West, ea l-a chemat pe tatăl ei, Paul, care a venit să o ajute și a însoțit-o la casa familiei Pfeiffer din Piggott pentru a beneficia de o climă mai blândă. Paul Pfeiffer nu l-a plăcut pe Hemingway, mai ales după ce l-a văzut flirtând cu o chelneriță.

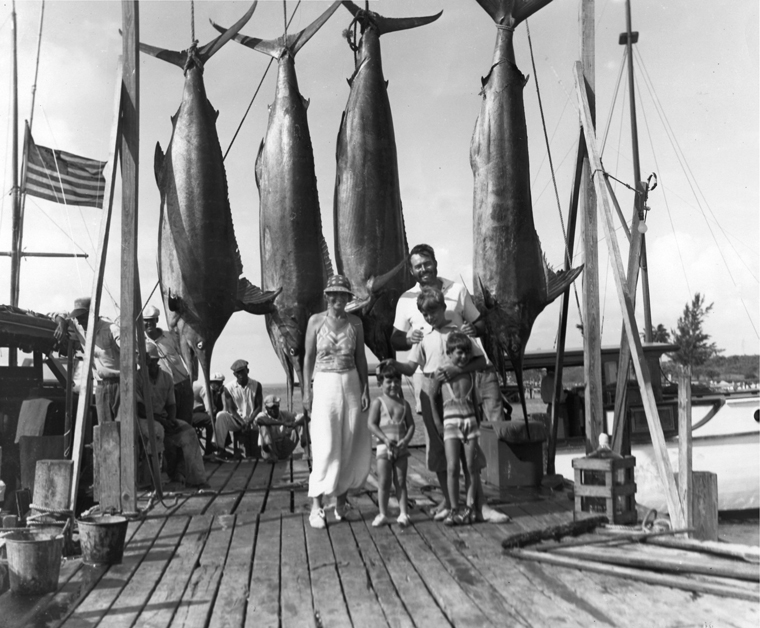
Ernest Hemingway, împreună cu soția sa, Pauline, cu fiii lui: Gregory, John și Patrick Hemingway și cu patru marlini pe un doc din Bimini (Bahamas), 20 iulie 1935.

Cu câteva zile înainte de nașterea copilului, cei doi soți au hotărât să plece în Kansas City (Missouri) pentru a fi cât mai aproape de spital și au sosit în acel oraș la 13 iunie, fiind găzduiți de câțiva prieteni. Travaliul Paulinei a fost îndelungat și foarte dificil, în ciuda eforturilor supraomenești făcute, iar medicii au hotărât ca nașterea să fie făcută prin cezariană. Această operație chirurgicală presupunea în acea vreme riscuri mari atât pentru viața mamei, cât și pentru cea a copilului. Copilul s-a născut sănătos pe 27 iunie 1928 și a primit prenumele Patrick, dar mama a ieșit epuizată din această luptă. Medicii i-au recomandat Paulinei să nu încerce să aibă o nouă sarcină timp de cel puțin trei ani.
Hemingway s-a inspirat din dificultățile întâmpinate de Pauline la nașterea primului lor copil în conturarea personalității personajului principal din romanul Adio, arme (1929), relatând evenimentul dramatic al unei nașteri dificile cu un final incert și exprimând anxietatea pe care el însuși a putut-o trăi atunci când, neputincios în fața suferinței soției sale, a devenit conștient de posibilitatea pierderii soției și copilului. Astfel, Catherine Barkley, care era infirmieră, moare în spital din cauza unei hemoragii provocate în urma nașterii unui copil deja mort.
Prima lună de după naștere a fost foarte grea pentru Pauline, care a călătorit, împreună cu soțul și cu copilul ei, cu trenul la Piggott în 23 iulie 1928. În acest timp, Hemingway reușise să scrie 200 de pagini din prima versiune a romanului său, dar simțea că nu mai putea progresa și a decis să plece în Wyoming unde a alternat activitatea literară cu activități recreative precum pescuitul și vânătoarea. Pauline a decis să i se alăture, singură, imediat ce își recăpăta puterile și organiza botezul lui Patrick (14 august 1928) și a rămas timp de câteva luni în Wyoming, alături de soțul ei, după care s-a întors la Piggott. În anul 1929 soții Hemingway au călătorit din nou la Madrid și Paris.
Crahul bursier din 1929 a diminuat averea familiei Pfeiffer. Într-o singură zi, șaizeci și șase de bănci au intrat în faliment și alte aproximativ patruzeci de bănci au urmat aceeași cale în lunile următoare. Al treilea roman al lui Hemingway, Adio, arme, a apărut în 1929. Soții Hemingway au călătorit din nou în Spania în vara anului 1931. Nașterea lui Gregory pe 12 noiembrie 1931, realizată tot prin cezariană la Kansas City, și publicarea mai multor volume de povestiri au marcat ultimii ani din viața cuplului. După ce au navigat în apele cubaneze pentru a pescui, Ernest și Pauline și-au petrecut vara anului 1933 în Spania și la Paris și au călătorit apoi la Nairobi (Kenya) pentru un safari de două luni.
Izbucnirea Războiului Civil Spaniol (1936-1939) a provocat o ruptură între cei doi soți: credința romano-catolică zeloasă a Paulinei a determinat-o să sprijine forțele naționaliste, în timp ce Hemingway i-a susținut pe republicani.

### Divorțul
În timpul unei ieșiri în oraș în decembrie 1936 la barul „Sloopy Joe” din Key West, Hemingway a întâlnit-o pe ziarista Martha Gellhorn⁠(d), care se întorsese din Germania, unde efectuase cercetări pentru a treia sa carte. În anul 1937 Hemingway a călătorit ca reporter în Spania, mandatat de NANA - North American News Association -, pentru a relata evenimentele Războiului Civil Spaniol; el s-a mutat la Hotelul Florida din Madrid, unde a reîntâlnit-o în primăvara aceluiași an pe Martha Gellhorn, care era corespondentă de război a revistei americane Collier's Weekly și împărtășea aceleași convingeri republicane ca și el. Cei doi au început o aventură sentimentală, iar, după aproape doi ani petrecuți cu Martha la Madrid, cu călătorii dus-întors în Statele Unite ale Americii și în Europa, Ernest Hemingway a anunțat-o pe Pauline că vrea să divorțeze. Divorțul a devenit efectiv pe 4 noiembrie 1940, iar Hemingway s-a căsătorit cu Martha Gellhorn trei săptămâni mai târziu.
Pauline a păstrat casa după divorțul lor și a deschis un magazin de tapițerie pentru mobilier. Hemingway s-a mutat în Cuba, la Havana, în Cuba.

### Viața ulterioară și moartea
Pauline Pfeiffer și-a petrecut restul vieții la Key West și a făcut călătorii frecvente în California pentru a-și vizita sora. A murit la Spitalul Saint Vincent din Los Angeles la 1 octombrie 1951, la vârsta de 56 de ani. Moartea ei s-a datorat unei stări acute de șoc cauzate de arestarea fiului ei, Gregory⁠(d), și unei certe telefonice violente cu fostul ei soț, Ernest. Gregory, care s-a confruntat cu probleme de identitate de gen în cea mai mare parte a vieții sale, a început să consume droguri și a fost arestat pentru atentat la pudoare atunci când a intrat îmbrăcat în haine femeiești în toaleta pentru femei a unui cinematograf.
Câțiva ani mai târziu, după ce a devenit medic, Gregory a citit raportul de autopsie al mamei sale și a dedus că aceasta a murit din cauza unei tumori feocromocitom apărute pe una dintre glandele suprarenale. Teoria lui a fost că apelul telefonic primit de la fostul ei soț a făcut ca tumora ei să secrete o cantitate excesivă de adrenalină, după care secreția s-a oprit brusc, provocând o modificare a tensiunii arteriale și determinând-o să intre într-o stare de șoc acut care i-a cauzat moartea.
A fost înmormântată în secțiunea 8 (Garden of Legends) a Cimitirului Hollywood Forever⁠(d) din Los Angeles într-un mormânt care nu avea inițial niciun nume.

## In memoriam
Pauline Pfeiffer este interpretată de actrița Molly Parker⁠(d) în filmul american de televiziune Hemingway & Gellhorn⁠(d), care a avut premiera la 25 mai 2012 la Festivalul Internațional de Film de la Cannes și a fost difuzat de postul HBO pe 28 mai 2012.
Casa și proprietatea Pauline Pfeiffer din Piggott, Arkansas⁠(d) au fost înscrise în 1982 în Registrul Național al Locurilor Istorice din SUA⁠(d); ele găzduiesc începând din 4 iulie 1999 un centru educațional și Muzeul Hemingway-Pfeiffer.

## Galerie

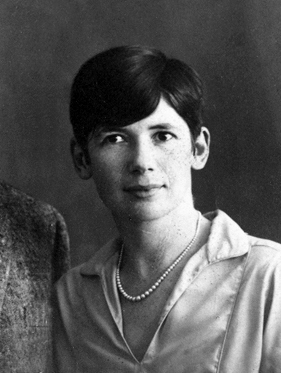
Pauline Hemingway, 1927
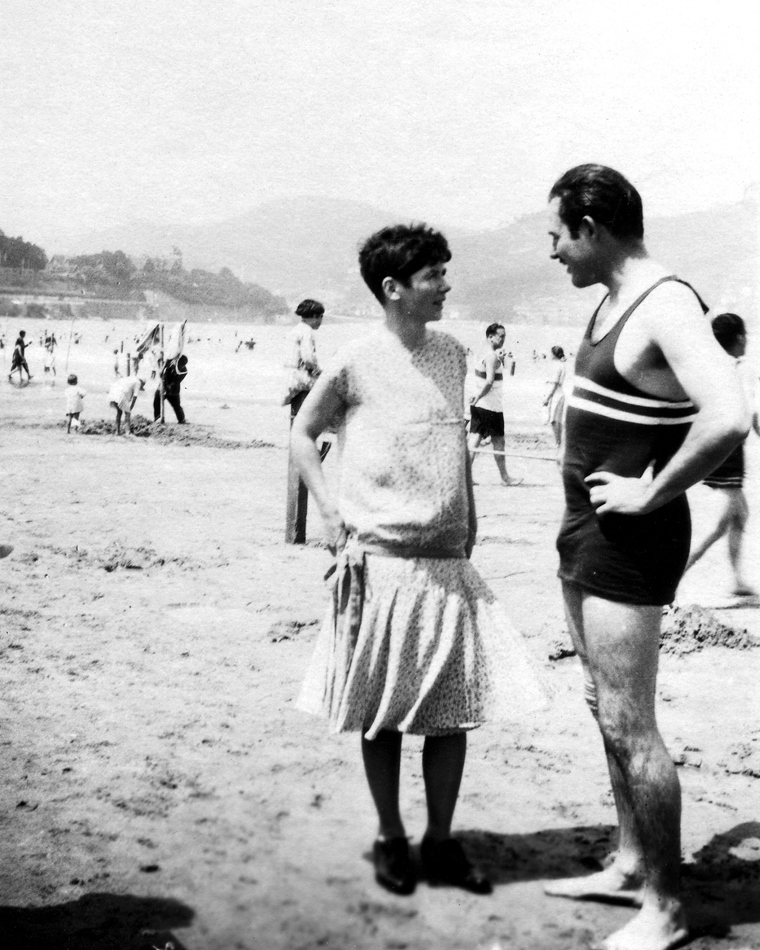
Ernest și Pauline în Spania, 1927
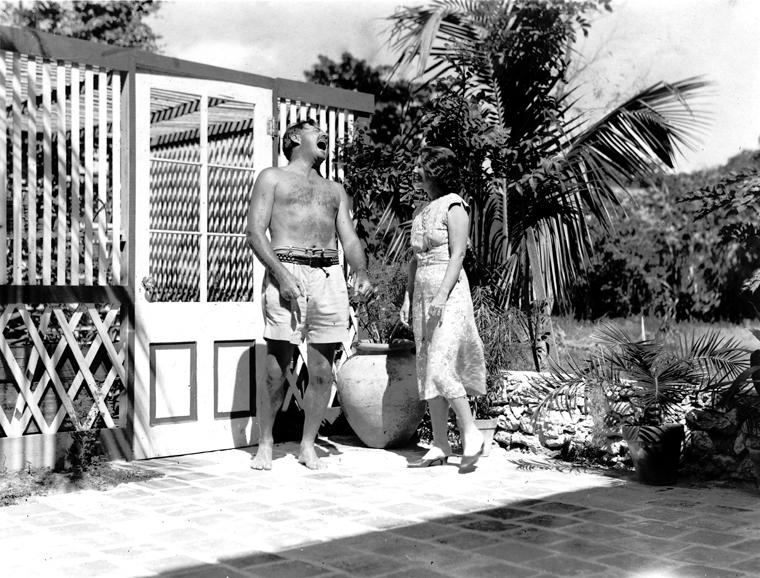
Ernest și Pauline la Key West, aprox. 1930

### Cărți
- Bernice Kert (1983). The Hemingway Women : Those Who Loved Him – the Wives and Others (în engleză). New York: W.W. Norton & Co. kert-1983.
- Carlos Baker⁠(d) (1969). Ernest Hemingway: A Life Story (în engleză). New York: Charles Scribner's Sons. p. 43. ISBN 978-0-02-001690-8. baker-1969.
- Carlos Baker⁠(d) (1972). Hemingway: The Writer as artist (în engleză). New Jersey: Princeton University Press. p. 43. ISBN 978-0-02-001690-8. baker-1972.
- James R. Mellow (1992). Hemingway: A Life Without Consequences (în engleză). Boston: Houghton Mifflin. p. 333. ISBN 978-0-201-62620-9. mellow-1992.
- Jeffrey Meyers (1985). Hemingway: A Biography (în engleză). Londra: Macmillan. p. 204. ISBN 0-333-42126-4. meyers-1985.
- Time Inc (25 martie 1940). LIFE (în engleză). p. 100. times-1940. Accesat în 30 mai 2011.

### Articole
- Carol Rabin Miller (22 septembrie 2003). „Gender of Hemingway's son at center of feud”. ai.eecs.umich.edu (în engleză). Miami Herald. greg-2003. Accesat în 27 iunie 2011.
- Peggy Haris (Associated Press) (20 iulie 2000). „Ernest Hemingway Museum Popular in Quiet Farm Town”. news.google.com (în engleză). The Tuscaloosa News. peggy-2000. Accesat în 4 noiembrie 2010.